# Saint-Priest-la-Feuille
Saint-Priest-la-Feuille is een gemeente in het Franse departement Creuse (regio Nouvelle-Aquitaine) en telt 619 inwoners (1999). De plaats maakt deel uit van het arrondissement Guéret.
La Rebeyrolle is een gehucht van Saint-Priest-la-Feuille, gelegen aan de oever van de Gartempe. 
Saint-Priest-la-Feuille is genoemd naar Praejectus, een bisschop van Clermont; arfeuille betekent hulst. De gemeente heette tijdens de Franse Revolutie Libre-Feuille.

## Geografie
De oppervlakte van Saint-Priest-la-Feuille bedraagt 27,6 km², de bevolkingsdichtheid is 22,4 inwoners per km². 

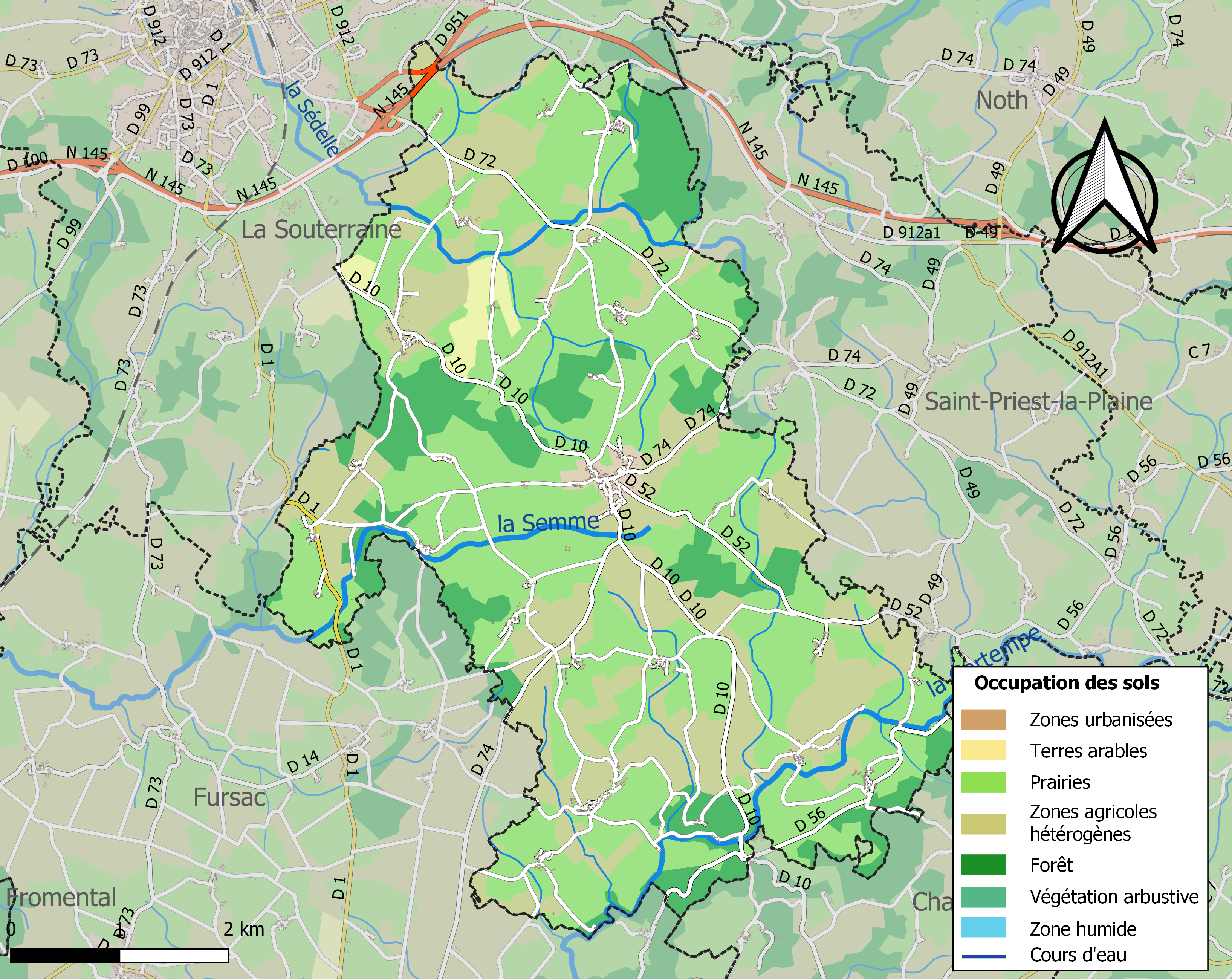
Kaart van de gemeente met de belangrijkste infrastructuur, bodemgebruik en omliggende gemeenten

## Bezienswaardigheden
De kerk stamt uit de 13e eeuw, de zijkapellen zijn later toegevoegd. De granieten buitenkant is versierd met gebeeldhouwde modillons van latere tijd. Naast de ingang staan twee onderstukken van een romeins altaar. De klokkentoren is van hout bedekt met leien. Het altaarstuk is staat op de monumentenlijst van objecten. U ziet er beeldjes van St. Laurentius, patroon van het dorp, twee apostelen en bisschop St.Priest.
800 m buiten het dorp staat de dolmen van Pierre-Folle. Zes stenen dragen de bijna ronde deksteen, 3,40 m lang 1,20 m dik en 1,80 m boven de grond.
Net buiten het gehucht staat een granieten menhir van 2,30 m hoog langs de Gartempe. Vroeger draaiden binnen de gemeente meerdere molens op de Gartempe, waaronder die van La Rebeyrolle.

## Demografie
Onderstaande figuur toont het verloop van het inwonertal (bron: INSEE-tellingen).